# Michael Ríos
Michael Fabián Ríos Ripoll (San Miguel, Región Metropolitana de Santiago, Chile, 19 de junio de 1984) es un exfutbolista y actual entrenador chileno que jugaba como volante. Dirige al Club Social y Deportivo Cajón del Maipo de la Tercera División B de Chile

## Trayectoria
Se inició en las inferiores de Santiago Morning equipo con el cual debutó en primera división pero no es tomado en cuenta por su técnico y se va de préstamo a la Tercera División de Chile, a San Marcos de Arica, cuando termina su periodo de préstamo vuelve a Santiago Morning con el cual jugó 67 partidos por Primera División, anotando 6 goles.
En el año 2011 fichó Con Deportes Iquique y jugó 32 partidos y anotó en 3 ocasiones.

### Universidad Católica y Retorno a Deportes Iquique
Llega a Universidad Católica,  por petición del entrenador Mario Lepe. Debutó con la camiseta cruzada en la Copa Ciudad de Temuco 2012 anotando en su primer partido en el triunfo 2-0 contra la U. de Concepción. Fue el goleador de la Copa Sudamericana 2012 con 5 goles. En Católica juega 62 partidos, convirtiendo 15 goles
El 2 de agosto de 2013, se anunció su fichaje al club ucraniano Metalist de Járkov, por 1 millón de dólares, el cual no se concretaría debido a problemas entre el club y el jugador, reincorporándose a los cruzados el 16 de agosto.
Tras terminar contrato con la Católica, Ríos vuelve a Deportes Iquique tras 5 años. En el Clausura 2016 Ríos jugó 16 partidos y convirtió 5 goles.

### Colo Colo
Tras sus buenas actuaciones en Deportes Iquique Colo Colo ficha a Ríos por U$ 400 mil dólares. Su debut oficial en los albos fue el 9 de julio de 2016 por la primera ronda de la Copa Chile 2016, en el partido de ida Ríos ingreso al 58' por el juvenil Bryan Carvallo en el empate 0-0 ante Ñublense, en el partido de vuelta el popular ganó por 2-1 y clasificó a octavos.
El 2 de octubre de 2016 jugó su primer y único clásico del fútbol chileno ingresando al 93 por Octavio Rivero en el triunfo por 2-0 de Colo-Colo ante Universidad de Chile. El 23 de noviembre por las semifinales de la Copa Chile 2016 los albos vencerían por 1-0 a la Universidad Católica y Ríos tendría protagonismo, ingreso al 66 y dio un pared a Claudio Baeza que marcó gol.
El 26 de noviembre de 2016 por la fecha 13 del apertura 2016 Colo Colo perdió 1-0 ante O'Higgins y se despedía del título, donde salió lesionado al minuto 23 por Martín Rodríguez y tuvo una rotura de tendón de Aquiles en el pie izquierdo. En el Clausura 2016 Ríos jugó 8 partidos (354 min).
El 5 de noviembre de Ríos volvía a las canchas después de casi un año, por la fecha 13 del transición 2017 en la goleada por 5-2 de local ante Unión Española en un partido clave por la lucha por el Torneo, Ríos ingreso al minuto 89 por Octavio Rivero, una de las figuras del partido. Con Colo Colo Ríos ganó la Copa Chile 2016, la Supercopa 2017 y el Transición 2017.

### Tercer paso por Deportes Iquique y Rangers de Talca
A finales de 2017, tras desvincularse de Colo Colo Ríos vuelve a Deportes Iquique.
El 10 de enero del 2019 el club Rangers de Talca, mediante sus redes sociales, oficializa la llegada del volante. Esto genera un gran revuelo en la ciudad, principalmente por su trayectoria a nivel nacional. En el equipo tiene un comienzo prometedor, sin embargo un desgarro truncaría este buen rendimiento. Ya al recuperarse el equipo pasaba de un fuerte bajón deportivo del que nunca se recuperaría, terminando el torneo peleando los últimos puestos. A final de año terminaría contrato.

### Últimos equipos
El 27 de enero de 2020 se hace oficial el fichaje en Club de Deportes Independiente de Cauquenes
El 12 de marzo de 2021 se hace oficial su llegada al Club Lautaro de Buin.
El 26 de mayo de 2025, se confirma su llegada como entrenador al Club Social y Deportivo Cajón del Maipo de la Tercera División B de Chile.

## Selección nacional
Su última participación a nivel de selecciones sería con la Selección de fútbol de Chile donde sería parte de un combinado local para jugar dos amistosos, logra debutar frente a Senegal el 15 de enero de 2013, jugando el primer tiempo del partido. 4 días después, tuvo participación frente a Haití, jugando los últimos tres minutos del partido.  

### Partidos internacionales
| 1     | 15 de enero de 2013 | Estadio La Portada, La Serena, Chile                               | Chile      | 2-1 | Senegal |   |  | Jorge Sampaoli | Amistoso |
| 2     | 19 de enero de 2013 | Estadio Municipal Alcaldesa Ester Roa Rebolledo, Concepción, Chile | Chile      | 3-0 | Haití   |   |  | Jorge Sampaoli | Amistoso |
| Total | Total               | Total                                                              | Presencias | 2   | Goles   | 0 |  |                |          |

| Selección chilena | Selección chilena | Selección chilena |
| Año               | Partidos          | Goles             |
| ----------------- | ----------------- | ----------------- |
| 2013              | 2                 | 0                 |
| Total             | 2                 | 0                 |

## Estadísticas
| Club                         | Div.          | Temporada     | Liga  | Liga  | Copas nacionales | Copas nacionales | Torneos internacionales | Torneos internacionales | Total | Total |
| Club                         | Div.          | Temporada     | Part. | Goles | Part.            | Goles            | Part.                   | Goles                   | Part. | Goles |
| ---------------------------- | ------------- | ------------- | ----- | ----- | ---------------- | ---------------- | ----------------------- | ----------------------- | ----- | ----- |
| Santiago Morning · Chile     | 1ª            | 2009          | 36    | 3     | 3                | 1                | —                       | —                       | 39    | 4     |
| Santiago Morning · Chile     | 1ª            | 2010          | 31    | 2     | 4                | 4                | —                       | —                       | 35    | 6     |
| Santiago Morning · Chile     | Total club    | Total club    | 67    | 5     | 7                | 5                | 0                       | 0                       | 74    | 10    |
| Deportes Iquique · Chile     | 1ª            | 2011          | 32    | 3     | 1                | 0                | 2                       | 1                       | 35    | 4     |
| Universidad Católica · Chile | 1ª            | 2012          | 29    | 6     | 3                | 1                | 15                      | 5                       | 47    | 12    |
| Universidad Católica · Chile | 1ª            | 2013          | 13    | 2     | —                | —                | —                       | —                       | 13    | 2     |
| Universidad Católica · Chile | 1ª            | 2013-14       | 22    | 6     | 8                | 0                | 4                       | 0                       | 34    | 6     |
| Universidad Católica · Chile | 1ª            | 2014-15       | 26    | 7     | 2                | 0                | 2                       | 0                       | 30    | 7     |
| Universidad Católica · Chile | 1ª            | 2015-16       | 14    | 3     | 3                | 4                | 3                       | 0                       | 20    | 7     |
| Universidad Católica · Chile | Total club    | Total club    | 104   | 24    | 16               | 5                | 24                      | 5                       | 144   | 34    |
| Deportes Iquique · Chile     | 1ª            | 2015-16       | 16    | 5     | —                | —                | —                       | —                       | 16    | 5     |
| Colo-Colo · Chile            | 1ª            | 2016-17       | 8     | 0     | 5                | 0                | —                       | —                       | 13    | 0     |
| Colo-Colo · Chile            | 1ª            | 2017          | 1     | 0     | —                | —                | —                       | —                       | 1     | 0     |
| Colo-Colo · Chile            | Total club    | Total club    | 9     | 0     | 5                | 0                | 0                       | 0                       | 14    | 0     |
| Deportes Iquique · Chile     | 1ª            | 2018          | 14    | 0     | —                | —                | —                       | —                       | 14    | 0     |
| Deportes Iquique · Chile     | Total club    | Total club    | 62    | 8     | 1                | 0                | 2                       | 1                       | 65    | 9     |
| Rangers de Talca · Chile     | 2ª            | 2019          | 18    | 3     | 3                | 2                | —                       | —                       | 21    | 5     |
| Rangers de Talca · Chile     | Total club    | Total club    | 18    | 3     | 3                | 2                | 0                       | 0                       | 21    | 5     |
| San Antonio Unido · Chile    | 3ª            | 2020          | 19    | 4     | —                | —                | —                       | —                       | 19    | 4     |
| San Antonio Unido · Chile    | Total club    | Total club    | 19    | 4     | 0                | 0                | 0                       | 0                       | 19    | 4     |
| Lautaro de Buin · Chile      | 3ª            | 2021          | —     | —     | 1                | 0                | —                       | —                       | 1     | 0     |
| Lautaro de Buin · Chile      | Total club    | Total club    | 0     | 0     | 1                | 0                | 0                       | 0                       | 1     | 0     |
| Total carrera                | Total carrera | Total carrera | 279   | 44    | 34               | 12               | 26                      | 6                       | 21    | 5     |
| 1. 2. 3.                     |               |               |       |       |                  |                  |                         |                         |       |       |

## Palmarés

### Campeonatos nacionales
| Título             | Equipo           | País  | Año    |
| ------------------ | ---------------- | ----- | ------ |
| Copa Chile         | C.S.D. Colo-Colo | Chile | 2016   |
| Supercopa de Chile | C.S.D. Colo-Colo | Chile | 2017   |
| Primera División   | C.S.D. Colo-Colo | Chile | 2017-T |

### Distinciones individuales
| Distinción                       | Año  |
| -------------------------------- | ---- |
| Goleador de la Copa Sudamericana | 2012 |

## Polémicas
Michael Ríos fue procesado por su participación en una sofisticada red de tráfico ilícito de nueces, que involucra el hurto agravado de 20 toneladas del fruto seco desde un camión tolva, con lona trescuarteada.
El entorno del jugador sostuvo que el evento era un malentendido, y que Michael Ríos, simplemente quería comprar unas nueces para hacer un pan de pascua.  A continuación, un extracto de las declaraciones del representante del señor de las nueces:  “En un principio se hablaba de tráfico de drogas.  Ese no es el estilo de Michael.  Simplemente le ofrecieron unas nueces para comprar."